# 1995 QE3
1995 QE3 är en asteroid i huvudbältet som upptäcktes den 31 augusti 1995 av den japanska astronomen Takao Kobayashi vid Ōizumi-observatoriet.
Den tillhör asteroidgruppen Nysa.